# T31/32次列车
T31/32次列车是中国铁路运行于首都北京至浙江省会杭州之间的特快旅客列车，自1978年8月1日起開行，已于2019年1月5日停运。列车由上海局集团杭州客运段杭京车队负责客运任务，當時是杭州唯一的进京特快列车。列车使用25K型客车，沿京沪铁路、沪昆铁路运行，全程1633公里，途经北京、天津、河北、山东、江苏、上海、浙江四省三市。其中北京站至杭州站运行16小时09分，使用车次为T31次；杭州站至北京站运行16小时06分，使用车次为T32次。从1998年10月1日起，列车已连续13年获得铁道部的“红旗列车”称号。

## 历史

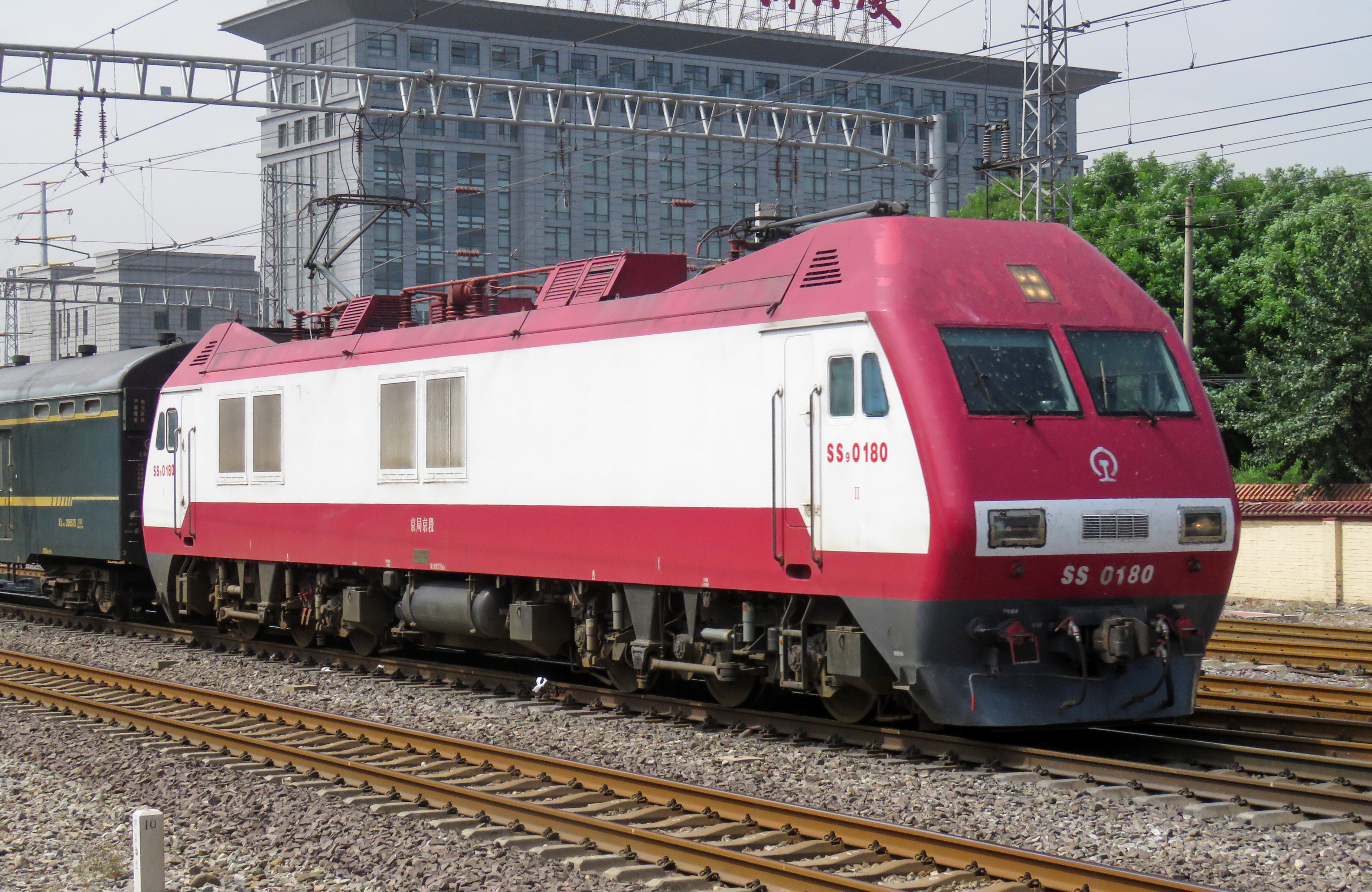
配属北京机务段的韶山9G型电力机车第0180号牵引T32次通过丰台南信号

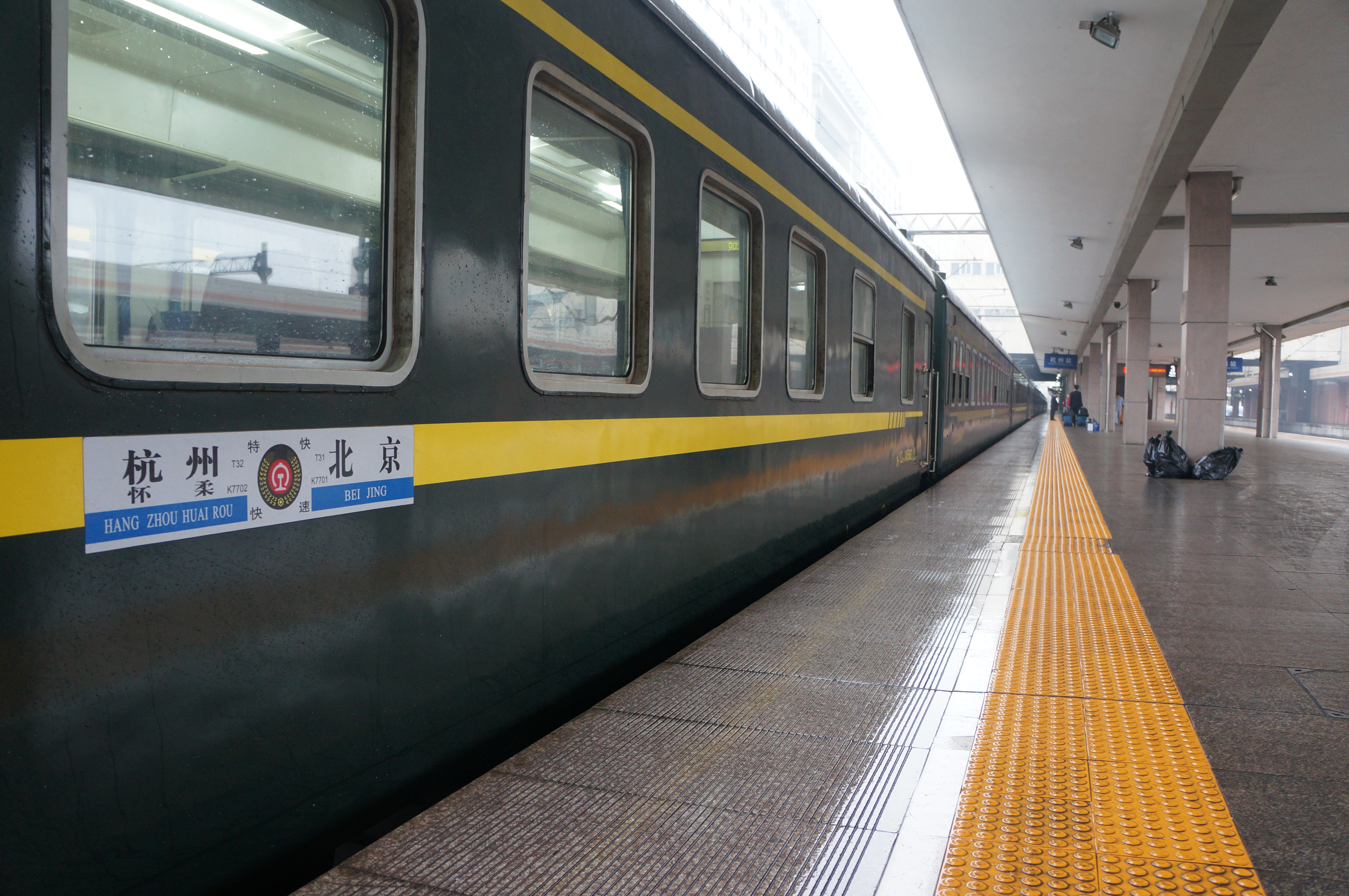
T31次列车车底停靠杭州站

1978年8月1日，中国铁路调整运行图，这次调整使得中国内地所有通行铁路的省会城市均有直通北京的列车，T31/32次列车的前身119/120次直通旅客快车即在此时开通，首班120次列车于1978年7月31日从杭州开出，由杭州列车段担当客运，全程运行26小时31分。此后，119/120次直快一度是浙江省唯一的进京列车，因此时常超员。1984年6月15日，119/120次的车底由22型非空调客车更换为空调客车，成为当时全国运行里程最长的一班空调列车。
1994年9月1日，119/120次列车改用25G型空调车底，并改为31/32次特快列车，1997年4月1日改经宣杭铁路运行，后因杭州城站改造而改在杭州东站始发终到。1998年10月1日，列车更换25K型车底并改经沪杭线运行，车次也改为K31/32次，宣杭线的进京客流改由新增的京温101/102次列车担负。在1990年代，该班列车每趟客流均出现爆满态势。
1999年12月28日，杭州站改造完毕，K31/32次列车的始发终到站迁回城站。2000年10月21日，K31/32次列车在中国铁路第三次大提速中改为T31/32次列车。
2011年7月1日京沪高铁正式开通运营后，铁道部取消了京沪铁路5对(北京-上海T103/4次，北京-青岛T25/6次，天津-杭州T33/4次，济南-杭州T177/8次，济南-上海T105/6次)普通列车车次，北京至杭州的T31/32次列车成为该线得以成功保留的为数不多的特快列车。
2012年7月1日起，T31/32次列车取消上海南停站及车底调向。2013年12月28日，由于原先套跑北京-怀柔北6461/6462次列车的T225/228、T227/226次列车停运，T31/32次列车的车底开始套跑6461/6462次列车，不再外放北京东站，京怀段客运仍由杭州客运段担当。
2016年5月15日，T31/32次列车套跑的6461/6462次列车升级为K7701/7702次并取消中途停站，这对京局管内车次曾先后用于北京西至张家口南的列车（呼和局K573/574次列车套跑）和北京至天津的列车（北京局K1023/1024次列车套跑）。
2019年1月5日起，受全国铁路调图及计划由复兴号CR200J型电力动车组担当的京杭卧铺动车组列车开行的影响，T31/32次列车停运。

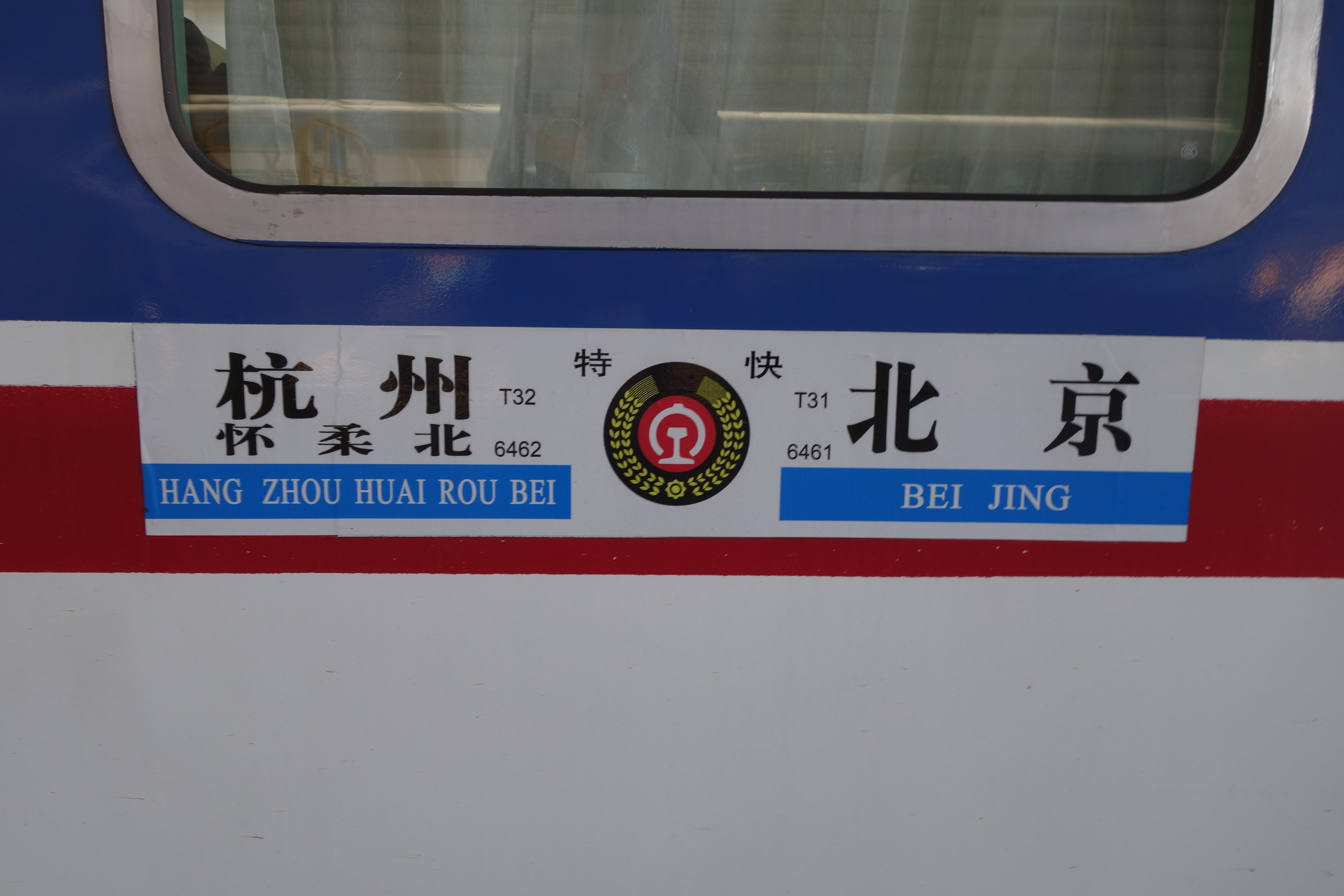
列车水纸（2014年）
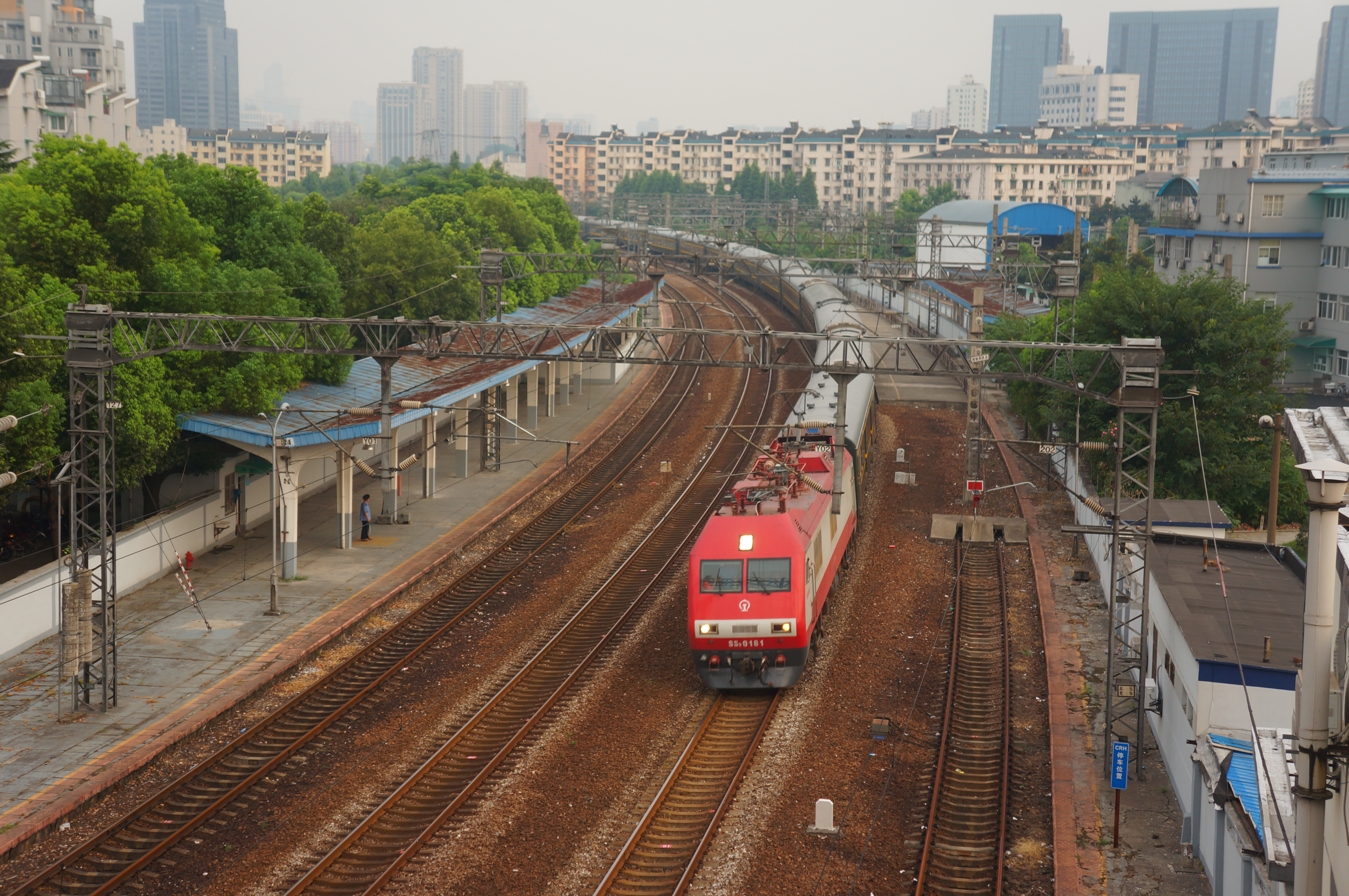
配属北京机务段的韶山9G型电力机车第0181号牵引T32次列车通过艮山门站（2016年）
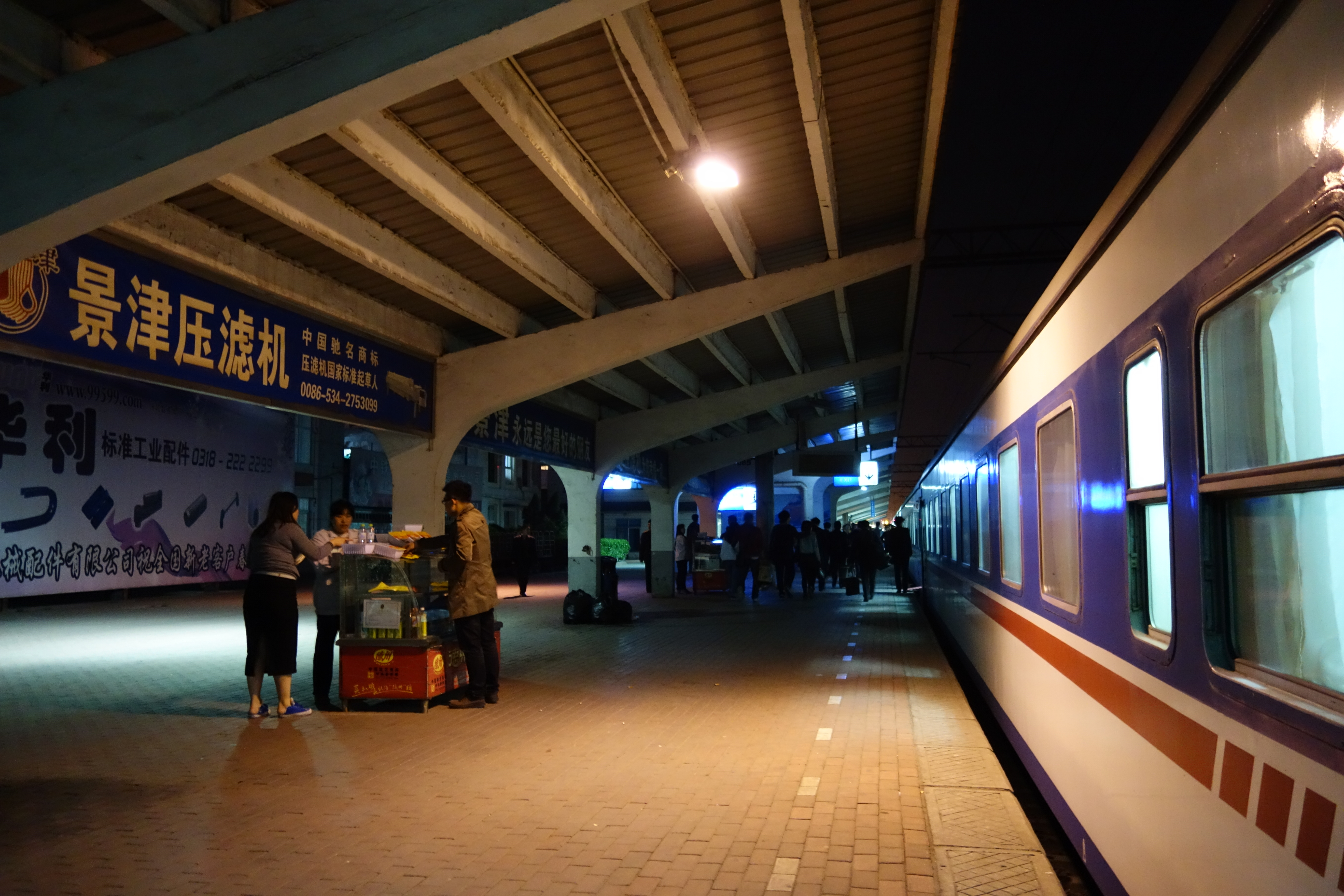
T31次列车停靠德州站（2014年）
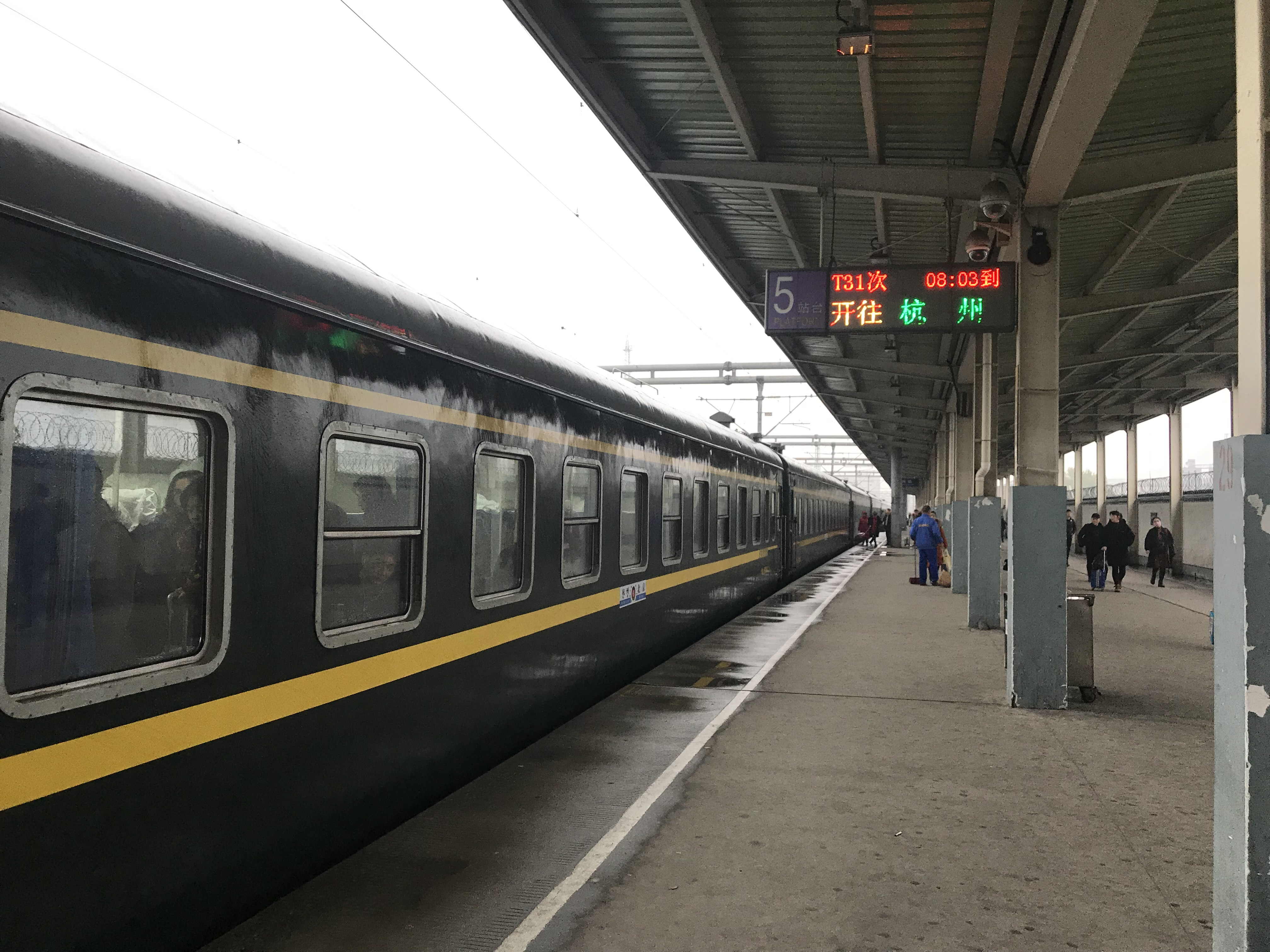
T31次列车停靠嘉兴站（2018年）
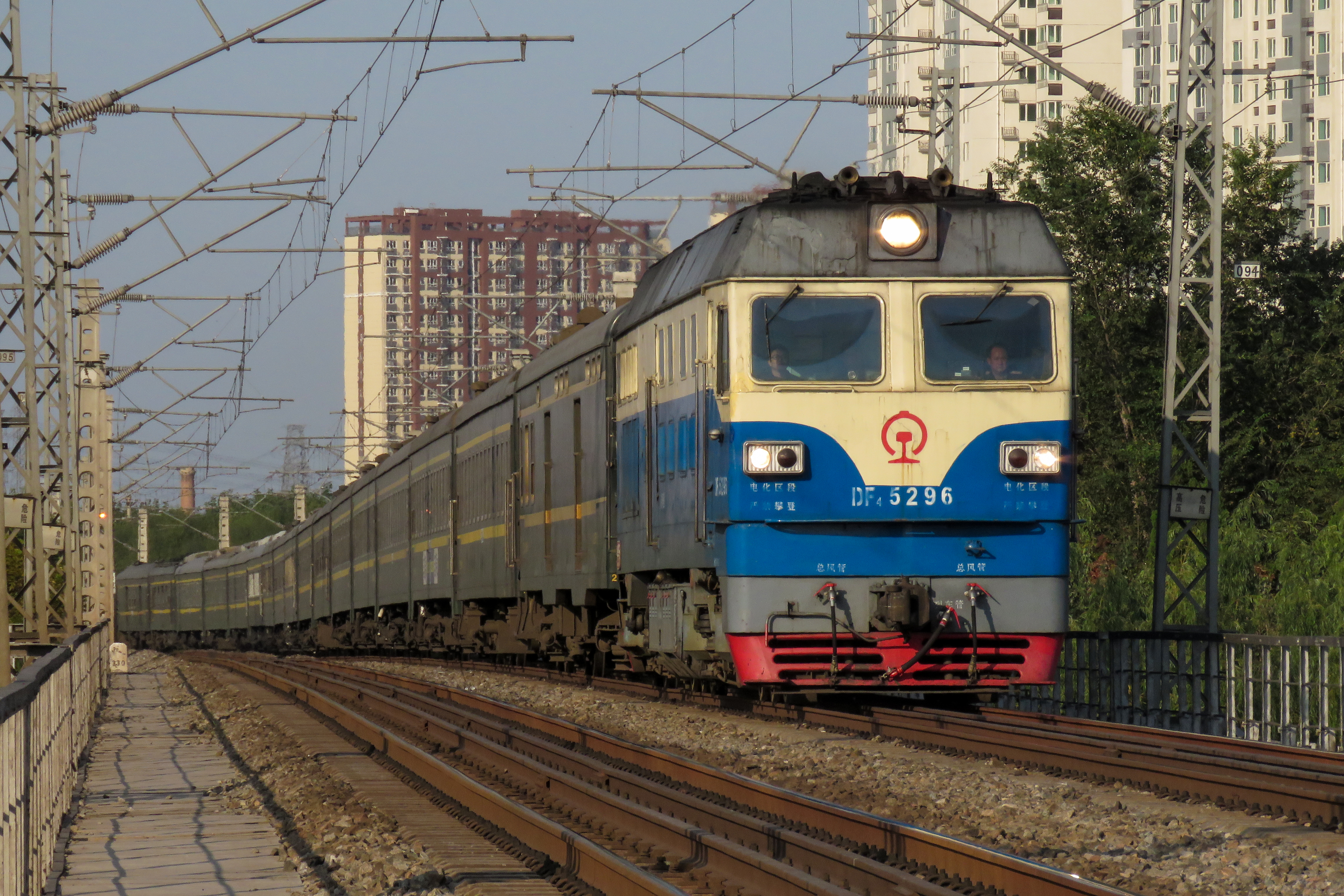
配属怀柔北机务段的东风4C型柴油机车第5296号牵引K7702次列车；列车进北京站后换挂配属北京机务段的韶山9G型电力机车，上客后前往杭州

## 列车编组

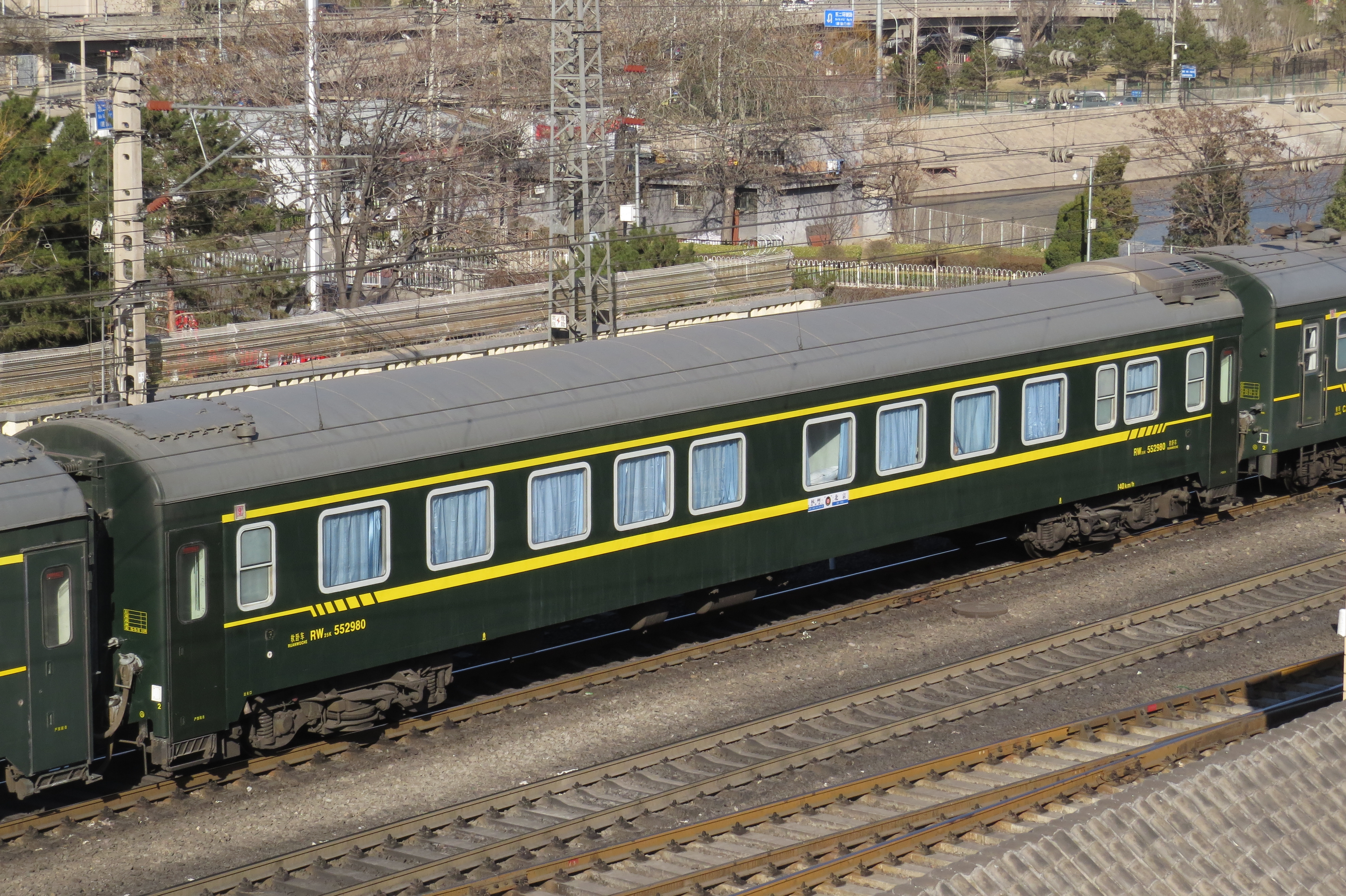
T31次列车编组中的9号软卧车厢，摄于北京城东南角楼

T31/32次列车使用中国铁路25K型客车车底，采取18辆编组，其中硬卧车7辆、硬座车5辆、软卧车、高级软卧车、邮政车、空调发电车、餐车和行李车各1辆。2014年，该列车的车体改为绿色涂装，但条带与25B型的涂装不同，甚至一度被乘客误认为是无空调客车。
T31/32次编组中的9号软卧车厢采用定员24的特殊布局，包括4个四人包厢，3个双人包厢（高级软卧）及2个单人包厢（一人软包），但该列车的一人软包是没有独立卫生间的单人包厢，而昆明局集团昆丽快速列车的一人软包则为三人软卧包厢（但同样不带独立卫生间）。而该列车的双人包厢同样没有独立卫生间，这一点与京九、沪九直通车开行初期使用的早期版RW19K相似，后期型RW19K才改用一侧双层铺、另一侧洗手间的布局。此类特殊版RW25K现已转配中国铁路乌鲁木齐局集团，用于“天山号商务版”旅游专列。
列车上提供的餐食以杭帮菜为主，有杭州酱鸭、葱油鲈鱼、白煮蛋牛肉面等菜式，贴近大众口味。另外在车上还可买到杭州生产的五丰三色杯冰淇淋。同时，列车对保洁卫生要求极高，在卫生工作结束后，车队长要佩戴白手套擦拭检查。
| 车厢编号 | 1            | 2                | 3-7          | 8          | 9                     | 10           | 11-17        | 18           |
| 车型     | UZ25K 邮政车 | KD25K 空调发电车 | YZ25K 硬座车 | CA25K 餐车 | RW25K 软卧/高级软卧车 | RW25K 软卧车 | YW25K 硬卧车 | XL25K 行李车 |

## 机车交路

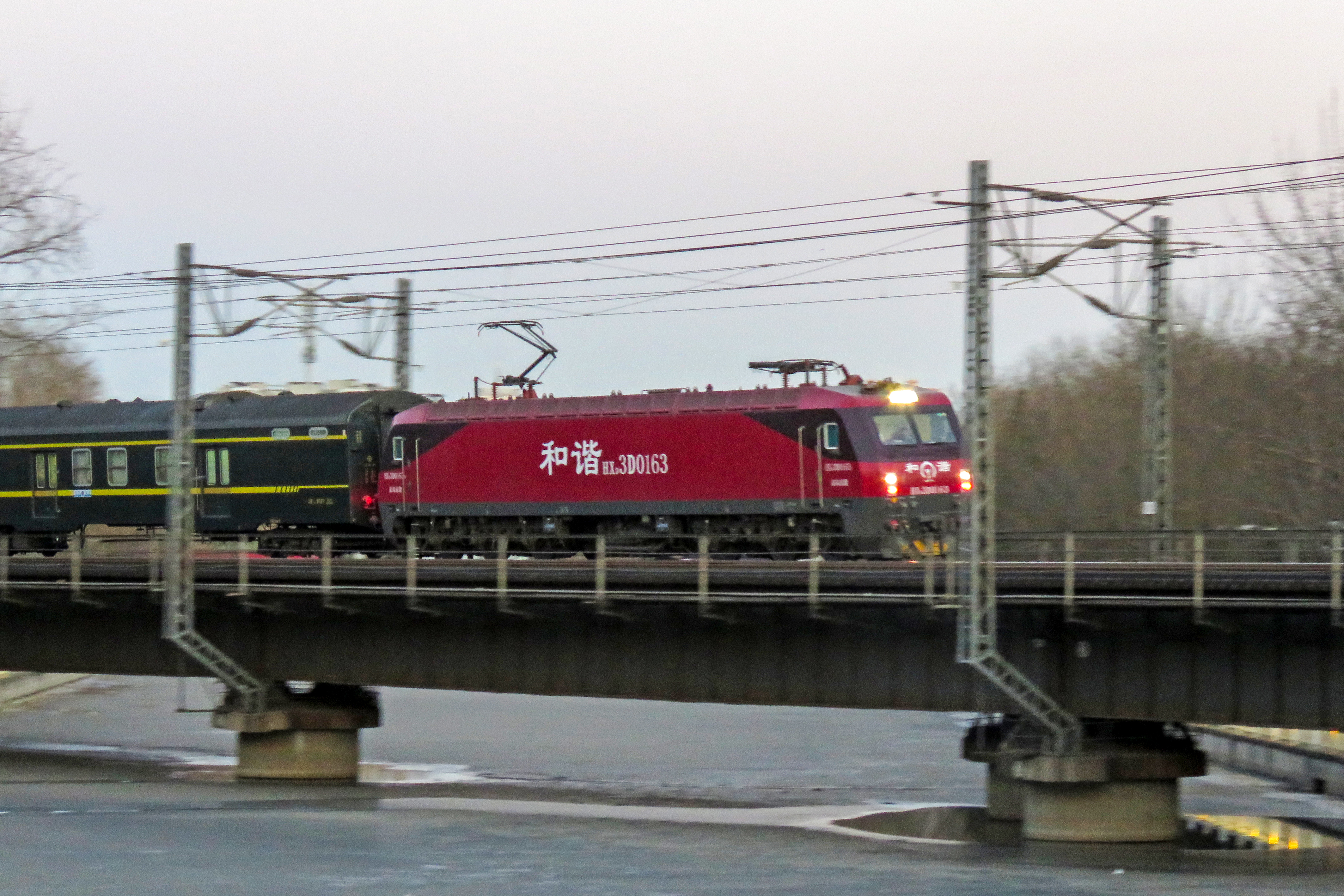
配属北京机务段的和諧3D型电力机车第0163号牵引T31次列车于北京玉蜓桥

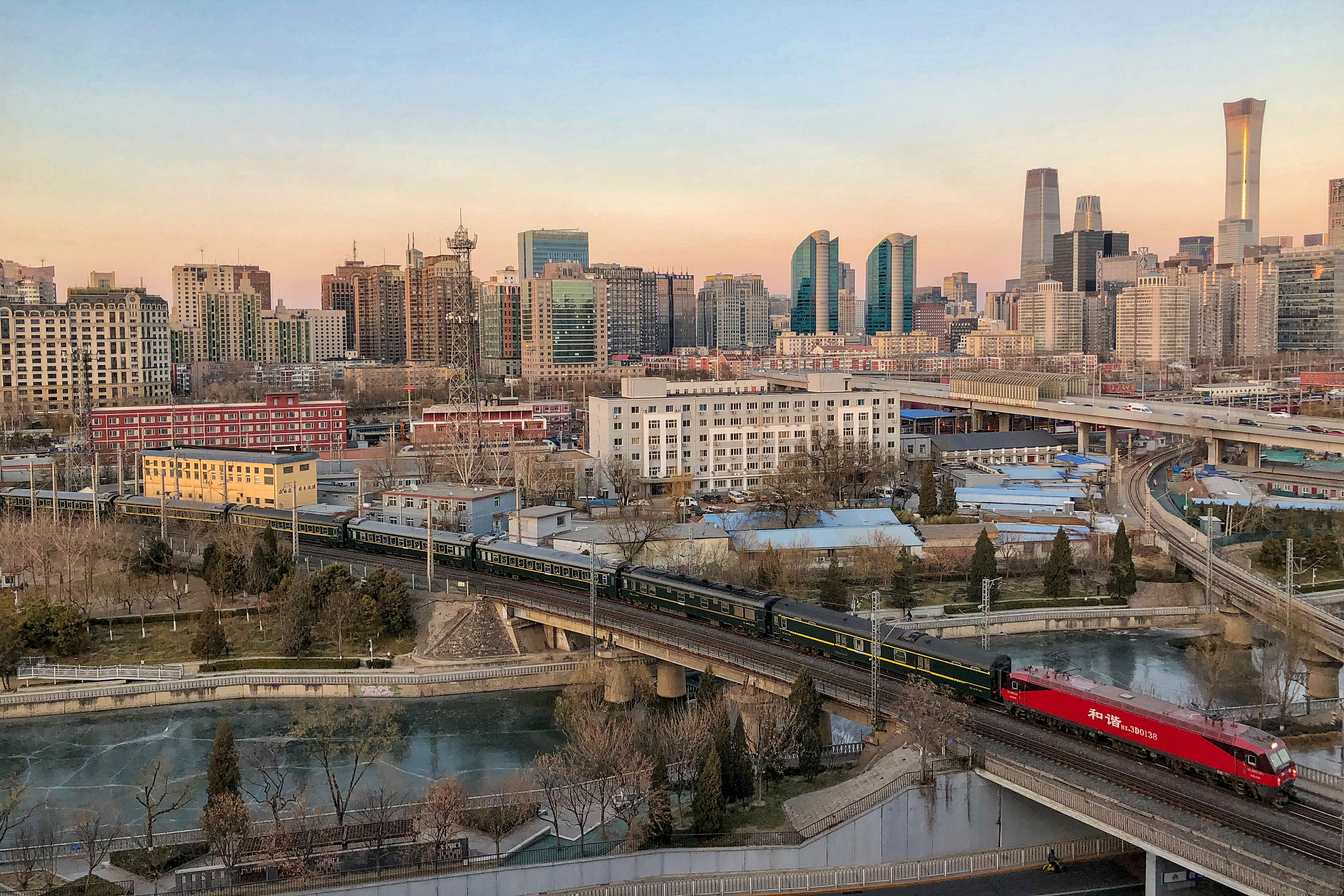
配属北京机务段的和谐3D型电力机车第0138号牵引的告别运转T31次列车驶出北京站

T31/32次列车全程使用配属北京局集团北京机务段的和諧3D型电力机车牵引，而其套跑的K7701/7702（原6461/6462）次列车则因其部分运行区段未电气化，与京承线多数旅客列车一样由配属北京局集团怀柔北机务段的东风4C型柴油机车牵引。
| 车站区段               | 杭州 ↔ 北京（T32/31次）                                     | 北京 ↔ 怀柔（K7701/7702次）          |
| 本务机车 配属 司机更替 | 和諧3D型电力机车 京局京段 南京/徐州/北京司机在南京/徐州轮乘 | 东风4C型柴油机车 京局怀段 怀柔北司机 |

## 时刻表
- 数据截至2017年12月28日运行图调整[18]。

T31/32次
| T31次 | T31次  | T31次 | T31次 | 停靠站 | T32次 | T32次 | T32次  | T32次 |
| 里程  | 天数   | 到点  | 开点  | 停靠站 | 到点  | 开点  | 天数   | 里程  |
| ----- | ------ | ----- | ----- | ------ | ----- | ----- | ------ | ----- |
| 0     | 当天   | —     | 16:54 | 北京   | 10:26 | —     | 第二天 | 1633  |
| 148   | 当天   | 18:18 | 18:21 | 天津西 | ↑     | ↑     | 第二天 | —     |
| —     | 当天   | ↓     | ↓     | 沧州   | 07:34 | 07:38 | 第二天 | 1369  |
| 377   | 当天   | 20:24 | 20:27 | 德州   | 06:38 | 06:40 | 第二天 | 1256  |
| 568   | 当天   | 22:03 | 22:05 | 泰山   | ↑     | ↑     | 第二天 | —     |
| 814   | 第二天 | 00:33 | 00:42 | 徐州   | 02:19 | 02:33 | 第二天 | 819   |
| 1162  | 第二天 | 04:07 | 04:13 | 南京   | 23:07 | 23:13 | 当天   | 471   |
| 1540  | 第二天 | 07:49 | 07:52 | 嘉興   | 19:11 | 19:14 | 当天   | 93    |
| 1633  | 第二天 | 09:03 | —     | 杭州   | —     | 18:20 | 当天   | 0     |

K7701/7702次
| K7701次 | K7701次 | K7701次 | K7701次 | 停靠站 | K7702次 | K7702次 | K7702次 | K7702次 |
| 里程    | 天数    | 到点    | 开点    | 停靠站 | 到点    | 开点    | 天数    | 里程    |
| ------- | ------- | ------- | ------- | ------ | ------- | ------- | ------- | ------- |
| 0       | 当天    | —       | 11:41   | 北京   | 15:43   | —       | 当天    | 68      |
| 68      | 当天    | 12:45   | —       | 怀柔   | —       | 14:39   | 当天    | 0       |